# IBM VisualAge
IBM VisualAge — сімейство середовищ розробки програмного забезпечення (IDE), з варіантами для Java, C++, Cobol тощо. VisualAge був вперше випущений у 1980-х і досі (у 2011) продовжує активне життя (хоча його значення впало після появи таких інструментів як IBM WebSphere Application Developer, а потім і Eclipse). VisualAge також просувався на ринку як “VisualAge Smalltalk”. IBM стверджує, що XL C++ є наступним продуктом VisualAge.

## Виноски
1. ↑  Visualage c++. IBM. Архів оригіналу за 13 липня 2013. Процитовано 26 січня 2011.